# Juan Cabanilles Barberá
Juan Bautista José Cabanilles Barberà (ook: Juan Baptista Josep Cavanilles) (gedoopt te Algemesi, Valencia, op 6 september 1644 - Valencia, 29 april 1712) was een Spaans componist en organist. Hij kan als de bekendste Valenciaanse componist van de 17de eeuw beschouwd worden.

## Levensloop
Als klein jongetje was hij lid van de plaatselijke kerkkoor. Hij studeerde bij Urbán de Vargas en Jerónimo de la Torre organisten van de Kathedraal van Valencia het orgelspel. Op 15 mei 1665 werd hij op 20-jarige leeftijd als tweede organist van de Kathedraal van Valencia. In 1666 werd hij na de dood van Andreu Peris tot eerste organist benoemd en bleef in deze functie tot zijn overlijden. Cabanilles Barberà kan als de bekendste Valenciaanse componist van de 17e eeuw beschouwd worden. Hij leidde ook het jongenskoor van de kathedraal.
Op 22 september 1668 werd hij tot priester gewijd.
Het conservatorium van Algemesi draagt zijn naam.

## Werk
De orgelmuziek van Cabanilles is het toppunt van de grote Iberische organistentraditie van de 16de en 17de eeuw. Zijn muziek is typisch Spaans. Hij bouwt verder op de evolutie en de ontwikkeling van de Spaanse muziek van de renaissance, maar nu in de stijl van de barok. In zijn orgelwerken toont hij zich een meester van de variatiekunst. Met zijn tientos en passacalles exploreert hij de felle kleuren van het Iberische orgel. Zijn tientos, het merendeel van zijn composities, zijn het hoogtepunt van deze Spaans-Portugese muzikale vorm. Door zijn onbegrensde virtuositeit, bizarre harmonieën, aangename dissonanten en onregelmatige vormen krijgt het woord 'barok' bij deze Valenciaanse meester zijn ware betekenis.

## Composities

### Werken voor banda (harmonieorkest)
- Batalla Imperial
  1. Allegro moderato
  2. Allegretto grazioso
  3. Allegro con brio Doppio piu lento
  4. Un poco maestoso
- Toccata en Do Mayor

### Missen en geestelijke muziek
- Misa a seis voces
- Magnificat a 12 voces
- Villancico a 15 voces divididas en cinco coros

### Werken voor orgel
- Gallardas I
- Corrente italiana
- Diferencias de Folias
- Gallardas
- Gaillarda (I tono)
- Gaillarda (IV tono)
- Gallardas V
- Gaitilla (V tono)
- Pasacalle I
- Pasacalles II de I tono
- Pasacalles de I Tono
- Pasacalles de IV Tono
- Tiento por Alamire
- Tiento sobre "Ave Maris Stella"
- Tiento "Batalla Imperial"
- Tiento de batalla en punto bajo
- Tiento de Batalla partido de mano derecha
- Tiento de I Tono
- Tiento de contras (I tono)
- Tiento del I tono en tercio a modo de Italia
- Tiento (III tono)
- Tiento de IV tono lleno
- Tientos de V tono (sobre la Misa de Angelis)
- Tiento lleno de V tono (65 Anglés)
- Tiento pos B quadrado (V tono)
- Tiento de VI Tono
- Tiento de dos baixos (VII tono)
- Tiento de Batalla (VIII tono)
- Tiento XVI
- Tiento XVIII de falses
- Tiento XXXIII de falses
- Xácara
- Xácara de I Tono
- Xacara para clave solo
- Tocata de II Tono
- Toccata mano izquierda
- Versos para órgano
- La Sonata para teclado

### Vocale muziek
- Ah, de la Region celeste, voor 13 vocale stemmen
- ¡Arroyuelo, no huyas!
- Mortales que amáis (Tono al Stmo. Sacramento), voor sopraan, mezzosopraan, tenor, twee gitaren, viola da gamba, barokcello en castagnetten
- El galán que ronda las calles, al Santísimo Sacramento, voor sopraan, klavecimbel en fluit
- Pange lingua

## Publicaties
- Arsenio Garcia-Ferreras: Juan Baptista Cabanilles. Sein Leben und Werk (Die Tientos für Orgel) (Disertación). Bosse, Regensburg. 1973. 184 p. ISBN 37-649-2086-6.
- M. Roubinet: «Juan Cabanilles», en: Gilles Cantagrel (dir.), Guide de la musique d’orgue. Éditions Fayard. 1991. ISBN 2-213-02772-2
- Josep-Antoni Domingo i Borràs: Recerca biogràfico-documental sobre la família de l'organista Joan Baptista Josep Cabanilles i Barberà. Regidoria de Cultura Ajuntament d'Algemesí. 1994. 34 p.
- Josè Maria Llorens Cisterò: Joan Baptista Cabanilles - mùsico valenciano universal. Asociaciòn Cabanilles de Amigos del Organo, Valencia. 1981. 210 p.

- Bibsys: 3088
- Biblioteca Nacional de España: XX1001128
- Bibliothèque nationale de France: cb13892047z (data)
- Catàleg d'autoritats de noms i títols de Catalunya: 981058511463706706
- CiNii: DA12363817
- Gemeinsame Normdatei: 118666401
- International Standard Name Identifier: 0000 0001 1576 8766
- Library of Congress Control Number: n79150270
- Nationale Bibliotheek van Letland: 000044167
- MusicBrainz: f87fdb27-22c1-4dd5-8979-c620574587fb
- Nationale Bibliotheek van Tsjechië: xx0015902
- Nationale bibliotheek van Australië: 36011734
- Nationale Bibliotheek van Israël: 987007452913805171
- Nederlandse Thesaurus van Auteursnamen: 070365830
- Réseau des bibliothèques de Suisse occidentale: 02-A000027108
- Istituto Centrale per il Catalogo Unico: UBOV367622
- LIBRIS: 207750
- SNAC: w6tc3bp9
- Système universitaire de documentation: 077831500
- Trove: 1184825
- Virtual International Authority File: 86519358
- WorldCat: E39PBJwXd467CfXk9JRK4bmcfq